# Över-Ransjön
Över-Ransjön är en sjö i Härjedalens kommun i Härjedalen och ingår i Ljusnans huvudavrinningsområde. Sjön är 15 meter djup, har en yta på 1,1 kvadratkilometer och befinner sig 400 meter över havet. Över-Ransjön ligger i Ljusnan (Hede-Svegsjön) Natura 2000-område. Sjön avvattnas av vattendraget Ljusnan.

## Delavrinningsområde
Över-Ransjön ingår i det delavrinningsområde (690416-139779) som SMHI kallar för Utloppet av Neder-Ransjön. Medelhöjden är 457 meter över havet och ytan är 15,21 kvadratkilometer. Räknas de 374 avrinningsområdena uppströms in blir den ackumulerade arean 3 374,2 kvadratkilometer. Avrinningsområdets utflöde Ljusnan mynnar i havet. Avrinningsområdet består mestadels av skog (84 procent). Avrinningsområdet har 1,15 kvadratkilometer vattenytor vilket ger det en sjöprocent på 7,6 procent.